# San Blas-Canillejas
San Blas-Canillejas est un des vingt-et-un districts de la ville de Madrid. D'une superficie de 2 181,21 hectares, il accueille 153 372 habitants. 

## Géographie
L'arrondissement est divisé en huit quartiers (barrios) :
- Simancas
- Hellín
- Amposta
- Arcos
- Rosas
- Rejas
- Canillejas
- Salvador